# Andrzej Halemba
Andrzej Halemba es un presbítero católico polaco, sacerdote misionero Fidei donum, traductor, director del Centro de Formación Misionera, secretario de la Comisión para las Misiones del Episcopado Polaco, representante de los misioneros de la Conferencia Episcopal Polaca, fundador del museo de la Misión en Brzęczkowice. Entre 2006 y 2020 trabajaba para la organización internacional “Ayuda a la Iglesia Necesitada” (“Aid to the Church in Need” - ACN International), donde se encarga de ayudar a la Iglesia en Oriente Medio y África. En 2020 inició un proyecto de evangelización a nivel mundial: Iniciativa Internacional “Nuestro camino hacia Dios”.

## Biografía

### Juventud y vocación sacerdotal
Nació el 19 de noviembre de 1954 en Gmina Chełm Śląski, donde también asistió a la escuela primaria, para continuar sus estudios en la escuela secundaria Tadeusz Kościuszko en Mysłowice, donde se interesó por la Antropología y la Filosofía. En 1973, una vez terminados sus estudios secundarios, ingresó en el Seminario de Haute Silésie en Cracovia. La etapa siguiente de sus estudios lo condujo hasta la Pontificia Universidad de Juan Pablo II de Cracovia, donde obtuvo la licenciatura de Teología en 1980. El 3 de abril de ese mismo año, fue ordenado sacerdote por el Monseñor Herbert Bednorz, en la Catedral de Cristo Rey (Katowice). Así comenzó a trabajar como vicario en la parroquia de los Santos Pedro y Pablo de Świętochłowice, donde se involucró de una manera muy comprometida con los Hijos de María (un grupo de apoyo a los misioneros), mientras que ya entonces, se esforzaba por partir en misión.

### Vocación misionera y trabajo en Zambia
En 1979, durante la primera peregrinación de Juan Pablo II a Polonia, Halemba tuvo un encuentro con el cardenal senegalés Hyacinthe Thiandoum, el cual tuvo una gran influencia sobre su decisión de partir en misión, pues el cardenal africano fascinó al joven seminarista por su franqueza, cercanía y gran sentido del humor. Así, después de una preparación lingüística intensiva, en 1983 partió a Zambia como misionero Fidei donum, donde sirvió durante 10 años en la diócesis de Mbala (actual Kasama), en la misión de Mambwe.
Allí, el compromiso misionero del padre Halemba no se limitó únicamente a las actividades pastorales, sino que se ocupó también de otros muchos aspectos, convirtiéndose así en todo para todos. De este modo, se esforzó en ofrecer tratamiento médico, a pesar de los recursos limitados, entre otras muchas dificultades (e.g. malnutrición, epidemia de malaria o escasez de antibióticos y vacunas). Sin embargo, pese a los esfuerzos, la tasa de mortalidad seguía siendo elevada, pues el hospital más cercano de la zona se encontraba aproximadamente a unos 80 kilómetros de distancia, y no siempre los pacientes podían ser transportados a tiempo. Fue por ello, que Halemba y el resto de los misioneros, se comprometieron en la creación de un hospital caritativo en Mambwe, el cual pudo ser terminado en dos años, gracias a la ayuda administrativa de su obispo (Monseñor Adolf Fürstenberg) y el apoyo financiero de los benefactores, además del compromiso de la población local, que participó activamente en la construcción. Además, como parte de la misión, el padre Halemba contribuyó también en la creación de las primeras escuelas primaria y secundaria de Mambwe.

### Taducciones al servicio de la evangelización
El pueblo de Mambwe fue el primero de 72 tribus africanas en acoger a los misioneros católicos. Los primeros padres blancos se detuvieron en Mambwe Mwela, donde compraron 200 esclavos que eran transportados por la antigua “Ruta de los esclavos”, descrita por Stevenson, y que conectaba la provincia del Norte, con el Atlántico y el Océano Índico, siendo allí mismo donde se fundó el primer asentamiento cristiano. Sin embargo, a pesar del paso de los años, el pueblo de Mambwe no contaba con un Nuevo Testamento en su propia lengua, y tan solo poseían una traducción protestante de finales del siglo XIX, plagada de numerosos préstamos de la lengua suajili, formas de lenguaje obsoletas y cierta incoherencia gramática. 
Es así como comienza la labor del padre Halemba como traductor, pues una nueva edición más comprensible, en especial para la población joven, era necesaria. El joven misionero, junto con un grupo de asesores locales, emprendió la traducción y en dos años elaboró la necesaria nueva edición del Nuevo Testamento en lengua mambwe, cuya impresión fue una donación de los misioneros polacos Fidei donum, como motivo del centenario de la evangelización de la Iglesia Católica en Zambia, en 1991. Tres años más tarde, en 1994, el padre Halemba publicó un diccionario mambwe-inglés, en el que trabajó durante seis años, y que contiene 17500 entradas, siendo así el diccionario más completo de las lenguas bantúes. Desde entonces, ha continuado trabajando en sus servicios de traducción, que han dado fruto con la publicación de diferentes obras, como el diccionario inglés-mambwe (basado en el Oxford Advanced Learner´s Dictionary), con 21300 entradas y reglas gramaticales del idioma mambwe; la edición del Misal Romano en la lengua mambwe; la Biblia para niños en lengua mambwe (titulada “Dios habla a sus niños”) y un apoyo litúrgico para catequesis dividido en tres volúmenes (“Leccionarios litúrgicos A, B y C”).

### Compromiso científico
En 1993, el padre Halemba inició estudios complementarios en misionología, en la Academia de Teología Católica de Varsovia, los cuáles terminó con una tesis de licenciatura titulada “Algunos aspectos de la inculturación del pueblo de Mambwe a la luz de la carta apostólica Africae terrarum del Papa Pablo VI. Mas tarde, en 2004, obtuvo el título de doctor en Ciencias Teológicas con su tesis “Valores religiosos y éticos en los proverbios del pueblo Mambwe - Zambia”. Un año después, en 2005, publicó la obra “Cuentos y proverbios del pueblo Mambwe”, en lengua mambwe e inglés. Hoy en día, estas publicaciones nos permiten salvar del olvido los numerosos aspectos de las tradiciones de Mambwe, junto con dos nuevas publicaciones en preparación que son: el segundo tomo de los cuentos africanos (en mambwe e inglés) e “Historia y costumbres del pueblo Mambwe”.

### Trabajo para las misiones
En 1996, pasó a ser director del Centro de Formación Misionera, y secretario de la Comisión para las Misiones del Episcopado polaco, siendo también más tarde, en 1999, nombrado delegado de los misioneros. En esta época, se involucró desde el principio de numerosas acciones y concursos como “Mi amigo de la escuela en África” y “Olimpiada Misionera”, hasta 2003, cuando terminó su trabajo para estos organismos.
A lo largo de sus viajes pastorales y misioneros, el padre Halemba recolectó numerosos recuerdos en forma de objetos de la vida cotidiana y obras de arte (principalmente africanas, pero también indias y papúas), así como objetos de culto. Así a partir de sus numerosas colecciones, erigió el museo misionero del Cardenal August Hlond, que abrió sus puertas el 12 de enero de 2004, en la parroquia Nuestra Señora de los Dolores, en Brzęczkowice. Puesto que África se apoderó de su corazón, sigue regresando cada año, donde organiza reuniones de misioneros polacos en Lusaka, así como un festival de cultura Mambwe, centrado en la lingüística, poesía, narración de cuentos y baile. Además, a través de sus numerosos artículos, entrevistas y participaciones en conferencias, ha contribuido a la popularización de las misiones, contribuyendo así al aumento del número de vocaciones misioneras.

### Ayuda a la Iglesia Necesitada
Desde 2006 hasta 2020 el padre Halemba trabajaba para la organización internacional “Ayuda a la Iglesia Necesitada”, con sede en Königstein im-Taunus (Alemania). Entre 2006 y 2010 estuvo a cargo de los países anglófonos y lusófonos de África, para pasar a encargarse, a partir de 2010 hasta la jubilación en 2020, de los países de Oriente Medio (Tierra Santa – Israel y Palestina –, Líbano, Jordania, Siria, Irak, Irán, Afganistán, Turquía, Chipre, Azerbaiyán, Georgia, Armenia, Egipto, Etiopía y Eritrea) y de la península arábiga (Arabia Saudí, Yemen, Omán, Kuwait, Catar, Baréin y Emiratos Árabes Unidos).
Durante el genocidio de cristianos en Oriente Medio, ayudó a la Iglesia principalmente en los países de Siria e Irak. Por un lado, en Irak ha participado con la creación del programa llamado “Retorno a las raíces”, que recibió apoyo financiero internacional, y el cual ha permitido la reconstrucción de casas privadas, así como de infraestructuras de la Iglesia. Gracias a esta iniciativa, alrededor de la mitad de las familias cristianas, desplazadas por la guerra, han podido regresar a sus casas. Por otro lado, en Siria, sus actividades caritativas y ecuménicas han ayudado a los cristianos a sobrevivir a lo peor, manteniendo la esperanza. Sus prácticas ecuménicas han conducido a una colaboración local eficaz, así como al fortalecimiento de la comunidad cristiana. El apoyo materia, los esfuerzos diplomáticos, así como la defensa en favor de la Paz, han salvado la presencia de cristianos en su lugar de origen, la cuna de la fe cristiana, que es Oriente Medio. Además, en el cuadro de sus actividades, también ha apoyado varios portales de información, principalmente el “Comité de la reconstrucción de Nínive” y “Cristianos en Siria”. 
Por otro lado, el padre Halemba es creador de un sistema numérico avanzado, utilizado para la gestión de los proyectos de las auditorías “ACNaid”. Asimismo, como científico, lleva a cabo investigaciones que documentan la persecución y el genocidio de los cristianos en Oriente Medio, así como investigaciones sociológicas y etnográficas.

### Iniciativa Internacional “Nuestro Camino a Dios”
En 2020 su servicio misionario ha culminado en la creación del proyecto de evangelización a nivel mundial: la Iniciativa Internacional "Nuestro camino hacia Dios". Esta iniciativa tiene como objetivo ayudar a todos aquellos que buscan conocer a Dios, la fe cristiana y recibir el bautismo. Se propone compartir la Buena Noticia de Dios a todas y cada una de las personas sin excepción. La iniciativa “Nuestro Camino hacia Dios llevó al lanzamiento del ciclo de catequesis bíblicas, enraizado en la tradición de la Iglesia, y que se halla destinado a los candidatos al bautismo arabónos. Este vademécum para el catecúmeno, escrito por el P. Michel Sakr y el P. Antoine Assaf, se publicó en forma de libro, audiolibro, página web y también traducido en distintas versiones bilingües: árabe-inglés, -francés y -alemán, -italiano -español, polaco y persa (farsi)-alemán.

### Condecoraciones y Distinciones
2015 - título honorífico de archimandrita otorgado por S.E. Issam John Darwish, arzobispo de la archieparquía greco-melquita de Zahlé y Furzol y todo el Becá en el Líbano. 
2019 - distinción de honor en la revista Inside the Vatican para 10 personas, que a través de sus palabras y de su vida, son testigos de la esperanza de que Dios existe y viene a salvar a su pueblo, otorgada cada año por la revista Inside the Vatican que tiene como objetivo dar visión de los asuntos del mundo y del corazón de la Iglesia.
2019 - Cruz de Oro del Mérito otorgada por el presidente de la República de Polonia por premiar los méritos de carácter civil realizados por personas necessitadas, con trabajos extraordinarios, provechosas iniciativas, o con constancia ejemplar en el cumplimiento de sus deberes que contribuyan, de modo relevante, a favorecer los ciudadanos polacos y extranjeros en el bien de la Nación.
2019 - Medalla de oro de la Universidad Cardenal Stefan Wyszyński en reconocimiento al apoyo, cooperación y desarrollo de esta Universidad en Varsovia.
2019 - Premio "Pro Redemptione" (en reconocimiento a su trabajo por los cristianos perseguidos y necesitados, otorgado por la revista trimestral "Homo Dei" a los sacerdotes que sirven en el extranjero).
2020 - título honorífico de Corobispo caldeo (equivalente al rango de Monseñor de la Iglesia Latina occidental) otorgado por el Patriarca católico caldeo de Bagdad, cardenal Louis Rafael I Sako.

## Publicaciones
1. Andrzej Halemba (2005). Religious and ethical values in the proverbs of the Mambwe people, Zambia PART I. Warsaw: Oficyna Wydawniczo-Poligraficzna "Adam". ISBN 83-7232-627-4.
2. Andrzej Halemba (2005). Religious and ethical values in the proverbs of the Mambwe people, Zambia PART II. Warsaw: Oficyna Wydawniczo-Poligraficzna "Adam". ISBN 83-7232-628-2.
3. Andrzej Halemba (2011). Amapepo pa Wanda wakwe Leza na manda akulu. Mwaka A. Warsaw: Oficyna Wydawniczo-Poligraficzna "Adam". ISBN 978-83-7232-985-1.
4. Andrzej Halemba (2011). Amapepo pa Wanda wakwe Leza na manda akulu. Mwaka B. Warsaw: Oficyna Wydawniczo-Poligraficzna "Adam". ISBN 978-83-7232-990-5.
5. Andrzej Halemba (2011). Amapepo pa Wanda wakwe Leza na manda akulu. Mwaka C. Warsaw: Oficyna Wydawniczo-Poligraficzna "Adam". ISBN 978-83-7232-991-2.
6. Andrzej Halemba (2011). Umulungu Utakatifu Uwanda ukulu wlpasaka Myaka A,B,C. Warsaw: Oficyna Wydawniczo-Poligraficzna "Adam". ISBN 978-83-7232-996-7.
7. Andrzej Halemba (2007). English-Mambwe Dictionary and Mambwe Grammar. Warsaw: Oficyna Wydawniczo-Poligraficzna "Adam". ISBN 978-83-7232756-7.
8. Andrzej Halemba (2006). Amapepo ya Cîta ca Minsa, Mu  Cimambwe  (Zambia). Mysłowice-Brzęczkowice: [mps].
9. Andrzej Halemba (2005). Mambwe Folk-tales (English version). Warsaw: Oficyna Wydawniczo-Poligraficzna "Adam". ISBN 83-7232-625-8.
10. Andrzej Halemba (2005). Mambwe Folk-tales (Mambwe version). Warsaw: Oficyna Wydawniczo-Poligraficzna "Adam". ISBN 83-7232-626-6.
11. Halemba Andrzej, Różański Jarosław (eds) (2003). Wybrane problemy szkolnictwa w Afryce Subsaharyjskiej. Warszawa: Komisja Episkopatu Polski ds. Misji. ISBN 83-7232-421-2.
12. Halemba Andrzej, Różański Jarosław (eds) (2003). Historia i znaczenie przekładu Nowego Testamentu na język Mambwe, w: J. Różański – A. Halemba, Między przekładem biblijnym a teologią afrykańską,. Warszawa: Komisja Episkopatu Polski ds. Misji. ISBN 83-7232-420-4.
13. Andrzej Halemba (ed. & transl.) (1997). Kościół misyjny, Podstawowe stadium misjologii (original: Following Christ in Mission. A foundational Course in Missiology, Sebastian Karotempler). Warsaw: Missio-Polonia. ISBN 83-8627-115-9.
14. Andrzej Halemba (1997). Wkład polskich misjonarzy i misjonarek w dzieło misyjne Kościoła powszechnego, w: J. Guzowski, Misyjne zadania Kościoła w Polsce. Olsztyn.
15. Andrzej Halemba (1996). Oczekiwania Kościoła w Afryce u progu roku 2000 w świetle Synodu Afryki i Adhortacji Apostolskiej Ecclesia in Africa, Nurt SVD 30(1996), s. 3-32;. Warszawa: Verbinum. ISSN 1233-9717.
16. Andrzej Halemba (1995). Diecezjalne dzieło misyjne a udział diecezji katowickiej w misji ad gentes Kościoła powszechnego, w: W. Świątkiewicz, Kościół śląski wspólnotą misyjną. Katowice: Societas Scientiis Favendis Silesiae Superioris - Instytut Górnośląski.
17. Andrzej Halemba (1994). Mambwe-English Dictionary. Ndola: Franciscan Mission Press Ndola. ISBN 9982-07-047-9.
18. Andrzej Halemba. Zagadnienia inkulturacji w Afryce w okresie powstania orędzia Africae terrarum" Pawła VI", SSHT 25/26(1992/93).
19. Andrzej Halemba (1993). Niektóre aspekty inkulturacji ludu Mambwe w świetle adhortacji Pawła VI Africae terrarum. mps.
20. Andrzej Halemba (1991). Icipangano Cipya (New Testament in Mambwe). Ndola: Mission Franciscan, Mission Press Ndola.